# Communauté rurale de Kandion Mangana
La Communauté rurale de Kandion Mangana est une communauté rurale du Sénégal, située en Casamance, dans le sud du pays, à proximité de la frontière avec la Gambie.

## Administration
Créée en 2008, elle fait partie de l'arrondissement de Bona, du département de Boukiling et de la région de Sédhiou.
Elle a comme chef-lieu le village-centre de Kandion Mangana.